# Repräsentierende Wahrnehmung
Der Begriff repräsentierende Wahrnehmung wurde unter anderem von Matthias Varga von Kibéd und Insa Sparrer verwendet – für Phänomene, die im Rahmen systemischer Aufstellungen in Form von „Fremdgefühlen“ bei Stellvertretern (von ihnen unbekannten Personen) auftreten. Sigmund Freud meinte mit repräsentierender Wahrnehmung ursprünglich das Auftreten eines „fremden Gefühls“ als Symptom (Fremdgefühl als Symptom eines Patienten). Auch in der Identitätsorientierten Psychotraumatherapie (IoPT) nach Franz Ruppert wird mit dem Phänomen der stellvertretenden Wahrnehmung gearbeitet, indem sowohl im Einzel- als auch im Gruppensetting innere Anteile der eigenen Psyche von fremden Personen repräsentiert werden. Hier spricht man allerdings von Resonanzgebern statt von Stellvertretern. Joachim Bauer bezeichnet das Phänomen, dass wir mit anderen Menschen in Resonanz gehen können, als eine der Grundvoraussetzungen menschlicher Identitätsentwicklung.

## Vorläufer zu Gruppen- und Massenpsychologie sowie zu Raum- bzw. Feldwahrnehmung
Was im Rahmen der Aufstellungsarbeit als Wissendes Feld (Albrecht Mahr 2003) bezeichnet wird, findet bei Carl Gustav Jung (1912) theoretische Basis, damals als ein über das Individuum hinausgehendes „Gruppenunbewusstes“ verstanden. Während Freud dem nichts abgewinnen konnte, dies zum Ausdruck brachte und damit auch Gustave Le Bon (1895) die Grundlage entzog, ist Gruppenkohäsion und, dass diese nicht als ident mit der Summe ihrer Teile zu verstehen ist, sowohl von Psychologen wie Soziologen heute allgemein anerkannt. 
Von Kurt Lewin stammt die Erkenntnis, dass das Verhalten eines Menschen in Kontext zur aktuell gegebenen Gruppe, in jeweils sozialer Abhängigkeit wahrzunehmen ist, worauf die Theorie des gruppendynamischen Feldes basiert. Später entwickelte Raoul Schindler sein Modell der rangdynamischen Positionen, die in Abhängigkeit von der Gruppe auf den jeweiligen Gruppenkontext bezogen zu verstehen sind. Von Lucas Derks stammt die Theorie des „sozialen Panoramas“, aus dem pseudowissenschaftlichen „Neuro-Linguistischen Programmieren“ die Theorie der inneren Organisation auf Basis von (Raum-)„Submodalitäten“. In einer Studie wurde 2015 die innere Repräsentation sozialer Beziehungen mittels räumlicher Parameter bestätigt und dass die Art der inneren Organisation sozialer Beziehungen sich auf die „Navigation“ durch das tägliche Leben auswirkt.
Das Phänomen des „wissenden Feldes“ und daraus repräsentierender Wahrnehmungen (bei Stellvertretern) ist Psychodramatikern und Familientherapeuten grundsätzlich bekannt.

## Forschung
Mit einer großangelegten Untersuchung (2800 Einzelversuche mit 250 Probanden) im Rahmen seiner Dissertation konnte Peter Schlötter (2005) empirisch nachweisen, dass bestimmte repräsentierende Wahrnehmungen überindividuell reproduzierbar sind.

### Videos
- Video zum Forschungsprojekt zur Aufstellungsarbeit von Peter Schlötter: Vertraute Sprache und ihre Entdeckung.
- Video zum Forschungsprojekt zur Aufstellungsarbeit von Peter Schlötter: Epilog – Vertraute Sprache und ihre Entdeckung.